# Христо Гърков
Христо Гърков е български революционер, деец на Вътрешната македоно-одринска революционна организация.

## Биография
Гърков е роден във воденското село Владово, тогава в Османската империя, днес Аграс, Гърция. Присъединява се към ВМОРО. По време на Илинденско-Преображенското въстание в 1903 година е избран за подвойвода на районния началник във Воденско. Негов четник е Никола Иванов Кулиман. Загива в сражение.